# Gabriel Ferrier
Gabriel-Joseph-Marie-Augustin Ferrier (n. 29 septembrie 1847, Nîmes - d. 6 iunie 1914, Paris) a fost un portretist și orientalist francez.

## Biografie
Tatăl său a fost un farmacist. Și-a început studiile la École des Beaux-Arts, unde a lucrat cu Ernest Hébert și Isidor Pils. Prima sa expoziție a fost la Salonul din Paris în 1869. Doi ani mai târziu, el a primit un Prix de Rome și a studiat la Academia din Roma între 1873 și 1876.
La întoarcerea în Franța, s-a specializat în pictarea portretelor unor figuri notabile din perioada celei de-a Treia Republică. În 1883, el și-a luat-o excursie prelungită în Algeria, unde a creat lucrări în stilul orientalist. Unele dintre aceste lucrări i-au adus o Medalie de Aur la Exposition Universelle (1889).
Mai târziu, el a fost numit Profesor de Design la Maison d'éducation de la Légion d'honneur, apoi a devenit lector al École des Beaux-arts, fiind numit în locul lui Jean-Léon Gérôme. De asemenea, el a predat la Academia Julian. În 1906, el a fost ales în Académie des Beaux-Arts. El a fost, de asemenea, membru al Société des Artistes Français. În 1911, el a devenit un Cavaler al Legiunii de onoare.
Printre cei mai cunoscuți elevi se numără Paul-Émile Bécat, Roger Bissière, André Fau și Albert Lynch.

## Selecție de picturi

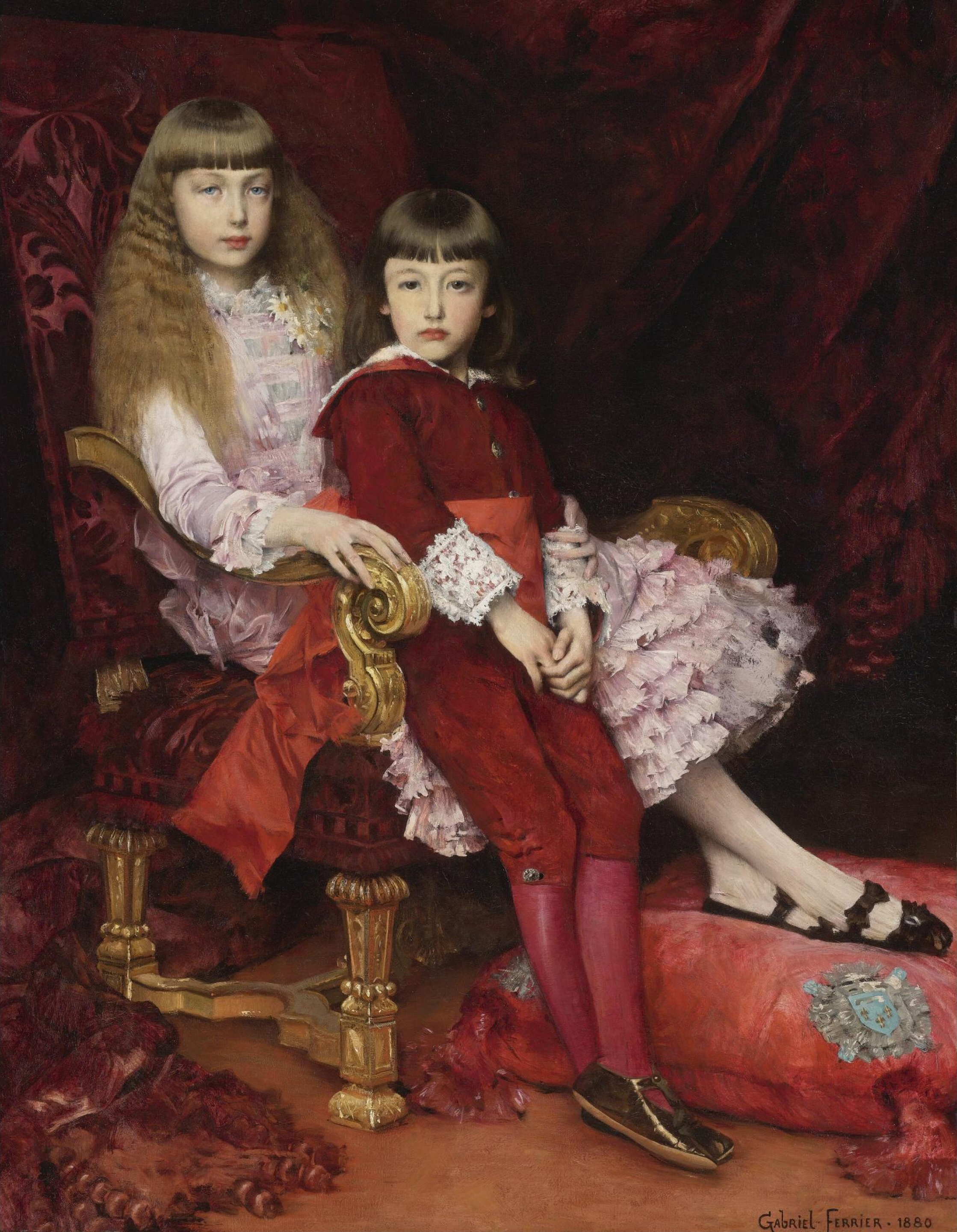
Printesa Marguerite d'Orléans cu Prințul Jean
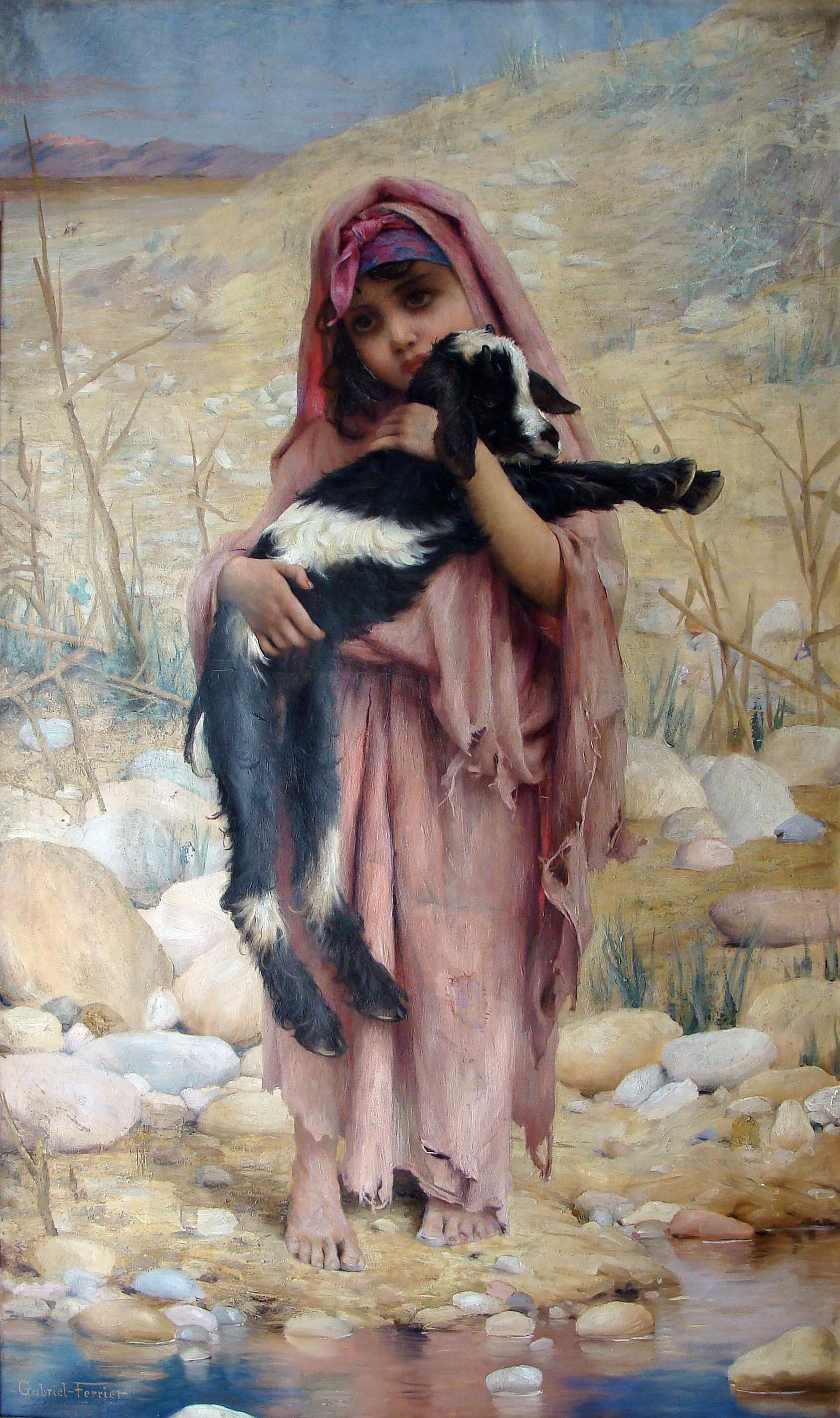
Tânăr păstor algerian
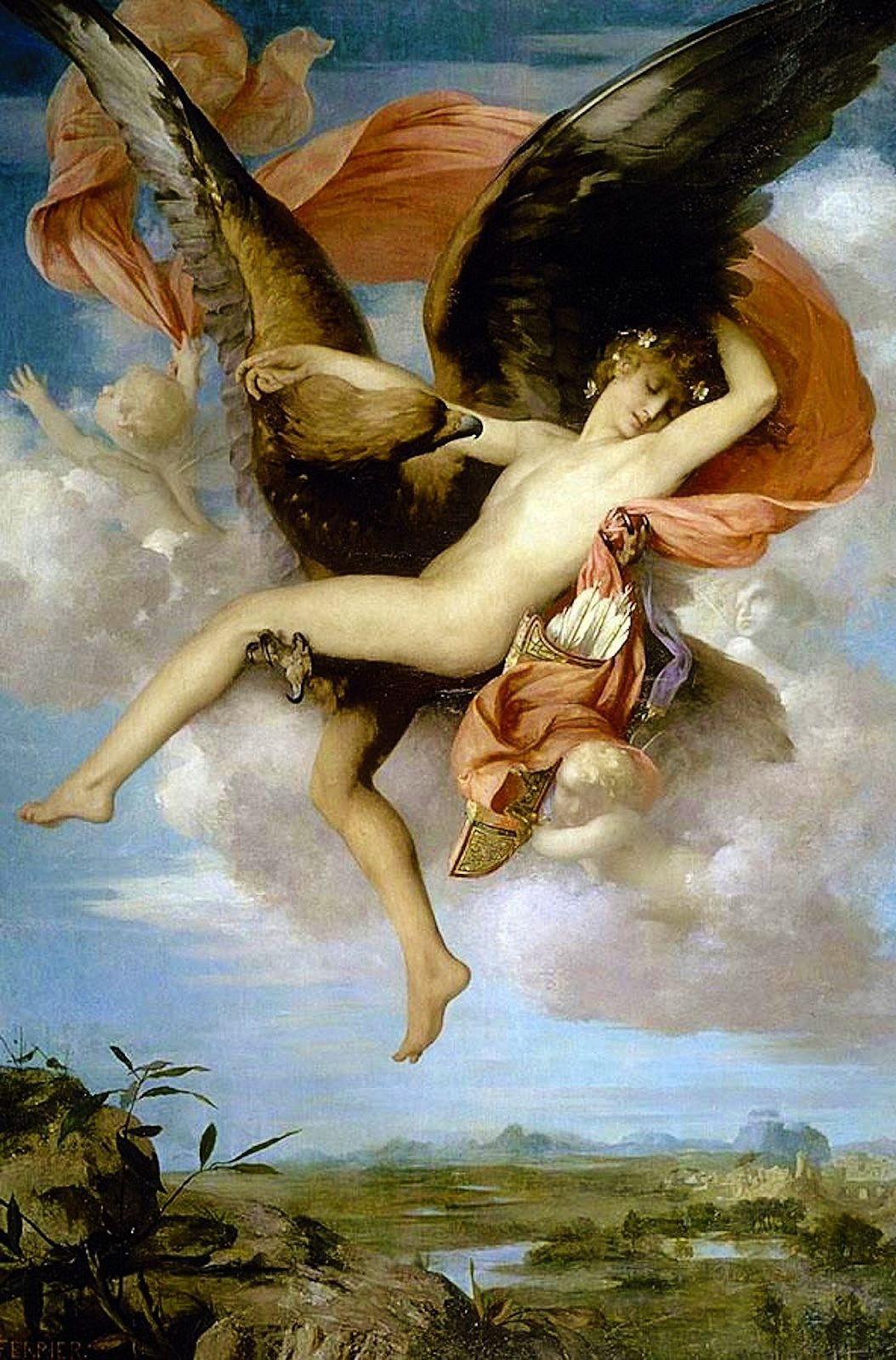
Ganymede
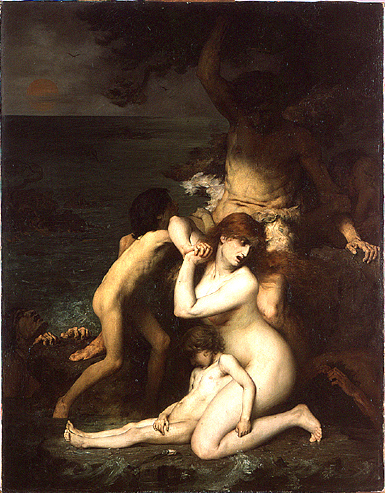